# Kajuhova ulica, Ljubljana
Kajuhova ulica je ena izmed cest v Ljubljani.

## Zgodovina
Skupščina Mestnega ljudskega odbora Ljubljana je leta 1952 preimenovala dotedanjo Gnidovčeva ulica v Kajuhovo ulico, po slovenskemu pesniku Karlu Destovniku-Kajuhu.

## Urbanizem
Cesta poteka od križišča s Šmartinsko cesto in Jarško cesto do križišča z Litijsko cesto.
Od severa proti jugu se na cesto povezujejo: Rožičeva (zahod), Kavčičeva (zahod), Letališka (vzhod), Zaloška (vzhod in zahod), Moškričeva ulica (zahod), Na peči (zahod), Povšetova (zahod), Puterlejeva ulica (zahod) in Štepanjsko nabrežje.
Ulica poteka v železniškem podhodu pod progo Ljubljana - Zidani Most, preko dveh mostov preči reko Ljubljanico in Gruberjev kanal.

## Javni potniški promet
Po Kajuhovi ulici potekajo trase mestnih avtobusnih linij št. 2, 5, N5, 9, 22 in 24. 
Na vsej cesti je šest postajališč mestnega potniškega prometa.

### Postajališča MPP
| postajališče            | št. linije   |
| ----------------------- | ------------ |
| 203044 Šola Jarše       | 22           |
| 203062 Tovorni kolodvor | 2, 22, 24    |
| 303032 Ob sotočju       | 9, 24        |
| 403022 Kodeljevo        | 5, N5, 9, 24 |

| postajališče            | št. linije   |
| ----------------------- | ------------ |
| 403043 Štepanja vas     | 5, N5, 9, 24 |
| 403023 Kodeljevo        | 5, N5        |
| 403021 Kodeljevo        | 9, 24        |
| 303022 Kajuhova         | 2, 22, 24    |
| 203061 Tovorni kolodvor | 2, 22        |